# ヘックソープ鉄道事故
ヘックソープ鉄道事故は1887年9月16日、シェフィールドとバーンズリー行きのサウスヨークシャー鉄道のドンカスターから約1.5マイル (2.4 km) 西にあるヘックソープ鉄道プラットホームで発生した鉄道事故。プラットホームはヘックソープ・ジャンクションとチェリー・ツリー・レインの間の閉塞区間内に位置していたため、駅に信号が設置されていなかった（非連動駅であった）。この鉄道プラットホームはシンプルな木造構造でドンカスターにあり、セントレジャーの競馬大会に向けて町に到着した多くの列車からの乗客の切符を集めるのに使われていた。
路線の1.5マイル (2.4 km) 区間の通常の運行は、普通は旅客路線で用いられることのない許容閉塞式（1つの閉塞区間に複数の列車の進入を許容する方式）で、ヘックソープ分岐点から列車を入れて、分岐点の信号扱所とプラットホームの間に2人の信号扱い手を配置することでさらに列車の運行を制御するものであった。この日は2本の列車が区間に在線しており、1本目のミッドランド鉄道の列車がプラットホームに停車しており、2本目のミッドランド鉄道の列車がその後ろで待っていた。1本目の列車が出発すると、プラットホームでの乗車券の回収のために2本目の列車がプラットホームへと進入した。
3番目の列車は、マンチェスター・シェフィールド・アンド・リンカンシャー鉄道の乗務員が運転するリバプールからハル行きの急行列車であり、この乗務員はおそらく他の誰よりもよくこの路線の運行手順を理解していたはずであった。この列車がヘックソープ分岐点にやってきたとき、最初は遠方信号機が停止、続いて場内信号機が停止という現示であった。列車が今にも停止しそうなくらいに速度を落とした時点で場内信号機は進行に変わり、チェリー・ツリー・レインまでは他に信号機が設置されていないことから、機関士は進路が開通していると誤認し、次第に速度を上げていった。公式報告書では1番目の信号扱い手は列車に対して指示を出さず、2番目の信号扱い手は火夫には見えたものの適切に理解されなかった曖昧な信号を出した。この急行列車は時速35から40マイルで走っていたと報告されており、カーブを曲がった時にミッドランド鉄道の列車がまだプラットホームに止まっているのが見えた。機関士は直通真空ブレーキをかけて逆転機を後退に入れたが、250ヤード以下の短い距離では止めることができなかった。
主席裁判官前のヨークでの運転手と火夫の裁判は、新たに結成された労働組合A.S.L.E.F. (Associated Society of Locomotive Engineers and Firemen)が関与し、その一員を守るために優れた弁護人と携わった最初の大きな訴訟事件であった。陪審員は「有罪ではない」という評決を返し、主席裁判官は「....鉄道会社が、設置されている中で最良でないばかりでなく、不適当で壊れやすいと知られていたブレーキを使用したことをまじめに原因にしようとしていると思えてならない」とまとめている。経営陣はすべての安全上の問題について「皮が厚く」、この場合には会長であるエドワード・ワトキン卿が「主席裁判官が運転手と火夫を無罪にしたのは不運であった」と発言している。エドワード卿のヘックソープ事故に対する考えに関わらず、このすぐ後に北アイルランドで起きたアーマー鉄道事故の影響もあって、直通真空ブレーキの使用は終止符を打つことになった。